# Renato Cunha
Renato Cunha – brazylijski zapaśnik. Zdobył brązowy medal mistrzostw panamerykańskich w 2005. Wicemistrz igrzysk Ameryki Południowej w 2002 roku.